# Oberlindhart
Oberlindhart ist ein Ortsteil des Marktes Mallersdorf-Pfaffenberg im niederbayerischen Landkreis Straubing-Bogen. Bis 1971 bildete es eine selbstständige Gemeinde.

## Lage
Das Kirchdorf Oberlindhart liegt an der Kleinen Laber etwa einen Kilometer südlich von Pfaffenberg an der Bahnstrecke Neufahrn–Radldorf.

## Geschichte
Im Mai 740 traf der heilige Bonifatius seinen Vetter, den heiligen Willibald, in Linthart. Zu jener Zeit dürfte die Kirche in Oberlindhart, die Johannes den Täufer als Patron hat, bereits als Taufkirche bestanden haben.
1758 bestand Oberlindhart aus 51 Anwesen. Zur 1818 durch das bayerische Gemeindeedikt gegründeten Gemeinde Oberlindhart im Landkreis Mallersdorf gehörten noch Weiler und Einöden wie Holzen, Neuburg, Schöfbach, Steinrain, Waldhof und Winklmühle. Im Zuge der Gebietsreform in Bayern wurde die Gemeinde Oberlindhart am 1. April 1971 in die Gemeinde Pfaffenberg eingegliedert, die am 1. Juli 1972 im Markt Mallersdorf-Pfaffenberg aufging. Heute hat Oberlindhart um 420 Einwohner.

## Sehenswürdigkeiten
- Filialkirche St. Johannes der Täufer. Der spätgotische Bau von 1495 besitzt eine neugotische Ausstattung. In das Antependium des Hochaltares ist eine sogenannte „Johannesschüssel“, eine Darstellung des Hauptes Johannes des Täufers, eingelassen.
- An die Todesmärsche 1945 des KZ Flossenbürg in der Endphase des Zweiten Weltkrieges erinnert der Judenfriedhof Oberlindhart.

## Vereine
- Freiwillige Feuerwehr Oberlindhart
- Hundskreppngruamgromtaler
- Katholische Landjugendbewegung Oberlindhart
- Krieger- und Soldatenkameradschaft
- Oberlindharter Theaterbrettl
- Querulantenstammtisch Oberlindhart
- Sportverein Oberlindhart 1932 e. V.